# 33570 Jagruenstein
33570 Jagruenstein este o planetă minoră (asteroid) din centura de asteroizi. A fost descoperită pe 10 mai 1999 la Experimental Test Site⁠(d) de Lincoln Near-Earth Asteroid Research. 
Obiectul prezintă o orbită caracterizată de o semiaxă mare de 2,7527443 UAi, o excentricitate de 0,17, o înclinație de 4,97812 ° în raport cu ecliptica.